# جیمز برودریک
جیمز برودریک (انگلیسی: James Broderick؛ ۷ مارس ۱۹۲۷ – ۱ نوامبر ۱۹۸۲) یک هنرپیشه اهل ایالات متحده آمریکا بود.

## فیلم‌شناسی
از فیلم‌ها یا برنامه‌های تلویزیونی که وی در آن نقش داشته است می‌توان به بعد از ظهر سگی اشاره کرد.